# Armando Marques
Armando Nunes Castanheira da Rosa Marques (Río de Janeiro; 6 de febrero de 1930-16 de julio de 2014), más conocido como Armando Marques, fue un árbitro de fútbol brasileño. Estuvo en la Copa Mundial de Inglaterra 1966 y Alemania 1974.

## Trayectoria
Considerado por muchos el mejor árbitro del fútbol brasileño mientras estuvo en activo, pitó profesionalmente del 13 de agosto de 1961 al 8 de mayo de 1977.
Arbitró dos partidos de la Copa Mundial de la FIFA: uno en 1966 (Alemania 2-1 España el 20 de julio) y el otro en 1974 (Yugoslavia 0-2 Alemania el 26 de junio).
Participó en los Juegos Olímpicos de Múnich 1972, donde dirigió tres partidos: Alemania-Malasia (3:0); Hungría-Alemania Democrática (2:0) y la el tercer puesto entre la Unión Soviética-Alemania Democrática que terminó 2:2 en la prórroga y con medalla de bronce para ambas selecciones nacionales.